# Leptanilla astylina
Leptanilla astylina är en myrart som beskrevs av Petersen 1968. Leptanilla astylina ingår i släktet Leptanilla och familjen myror. Inga underarter finns listade i Catalogue of Life.